# Marc Surer

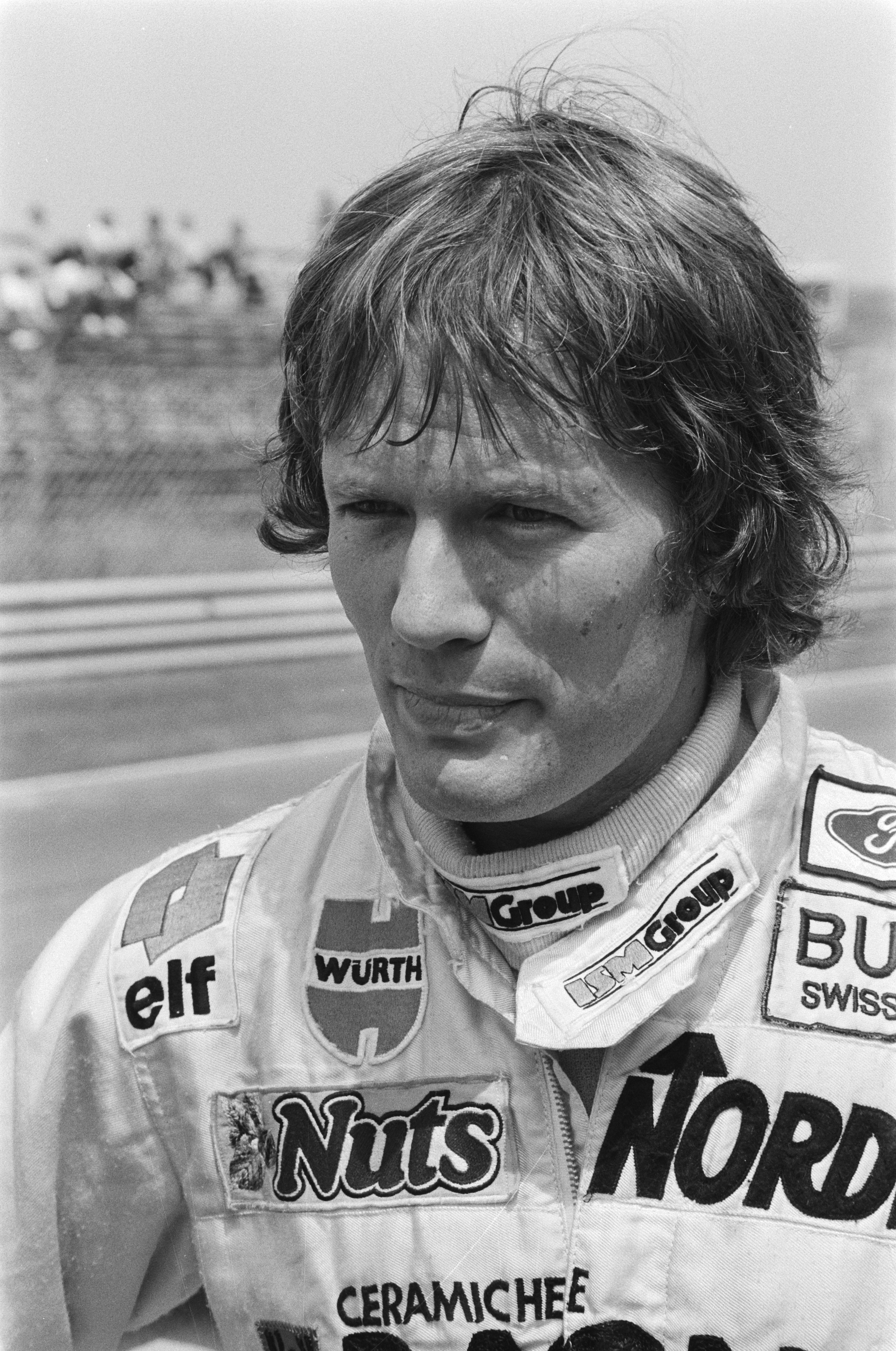
Marc Surer tijdens de Grand Prix van Nederland 1982.

Marc Surer (Aresdorf, 18 september 1951) is een voormalige autocoureur uit Zwitserland. Hij behaalde in totaal 17 punten in de Formule 1.

## Carrière
Surer moest voor zijn autosportcarrière uitwijken naar het buitenland, aangezien autoracen in Zwitserland verboden is na de ramp tijdens de 24 uur van Le Mans in 1955. Goede optredens in Duitsland en in de Europese Formule 3 leidden in 1977 tot een contract bij BMW voor hun junior-team samen met Eddie Cheever en Manfred Winkelhock. In 1978 werd hij tweede in het Europese Formule 2-kampioenschap achter Bruno Giacomelli, een jaar later pakte Surer de titel.
Datzelfde jaar volgde ook zijn debuut in Formule 1 bij Ensign. In 1980 stapte hij over naar ATS maar liep al vroeg in het seizoen bij een testcrash op Kyalami twee gebroken enkels op. Een jaar later keerde hij terug bij Ensign en reed ook voor Theodore als vervanger van Patrick Tambay. Voor het seizoen 1982 had Surer een contract bij Arrows, maar hij crashte zwaar, opnieuw tijdens testritten op Kyalami en hij miste de eerste races van het jaar. Uiteindelijk bleef Surer Arrows trouw tot eind 1984 en behaalde verschillende malen punten voor het team.
In 1985 maakte hij, mede dankzij zijn BMW-connectie, de overstap naar Brabham. Dat jaar won hij ook de 24 uur van Spa-Francorchamps met Gerhard Berger en Roberto Ravaglia. Een jaar later keerde hij terug bij Arrows, maar Surer maakte een zwaar ongeluk tijdens de Hessen Rally met zijn Ford RS200, waarbij zijn navigator Michel Wyder omkwam. Surer zelf had ernstige verwondingen en moest zijn autosportcarrière beëindigen.
Surer werd vervolgens rijinstructeur en teambaas bij BMW. Tegenwoordig is hij ook actief als journalist en presentator op de Duitse en Zwitserse televisie.

### F1-carrière
In 1979 maakte Surer zijn F1-debuut bij Ensign, reed een beetje mee in het middenveld en kon weinig potten breken.
In 1980 maakte hij de overstap naar het team van ATS. Hij reed de eerste helft van het seizoen, hij was weer een middenvelder, maar het ging beter dan bij Ensign.
In 1981 reed  hij de eerste helft van het seizoen bij Ensign, maar stapte over naar Theodore. Daar reed hij de 2de helft van het seizoen, hij behaalde 4 WK-punten. Zijn beste klassering was een 4de plaats, tijdens de Grand Prix van Brazilië in een Ensign. Hij werd 16de in de WK-stand. Ook zette hij tijdens de Grand Prix van Brazilië de snelste ronde van de race neer. Dat was enige keer in zijn carrière dat hij dat deed.
Vanaf 1982 stapte hij over naar Arrows, hij kon soms goed met de top 10 meedoen. Hij behaalde 3 WK-punten, zijn beste klassering was een 5de plaats tijdens de Grand Prix van Canada. Hij werd 21ste in de WK-stand.
In 1983 reed hij zijn 2de seizoen bij Arrows en behaalde 4 WK-punten, zijn beste klassering was een 5de positie, die behaalde hij tijdens de Grand Prix van Amerika, hij werd ook nog 2 keer 6de, tijdens de Grand Prix van Brazilië en de Grand Prix van San Marino. Hij werd 15de in de WK-stand.
In 1984 reed  hij zijn 3de seizoen bij Arrows, dit jaar ging het net iets minder dan in 1982 en in 1983. Hij kon af en toe meedoen met de top 10, maar echt een geweldig seizoen was het niet. Zijn beste klassering was een 6de plaats tijdens de Grand Prix van Oostenrijk. Net als in 1984 werd Surer 21ste in de WK-stand.
In 1985 maakte hij de overstap naar het topteam van Brabham-BMW. Hij mocht in de 2de helft van het seizoen François Hesnault vervangen. Echter was het een zwaar seizoen voor Brabham. Het won met Piquet dan ook maar 1 race, de Grand Prix van Frankrijk. Surer had het ook zwaar, maar dit was wel zijn beste seizoen uit zijn carrière. Hij behaalde 5 WK-punten, hij werd 6de tijdens de Grand Prix van Groot-Brittannië, en Oostenrijk. En hij kwam als 4de aan de finish tijdens de Grand Prix van Italië. Dat was het beste resultaat uit zijn carrière. Surer werd 13de in de WK-stand, de beste klassering van zijn carrière.
In 1986 keerde Surer terug naar Arrows-BMW, het team had een zwaar jaar en kon weinig potten breken. Surer reed ook maar een deel van het seizoen, hij reed mee in het middenveld en had moeite de top 10 te bereiken. Dit was Surers laatste F1-jaar.